# عبد العزيز سليماني
عبد العزيز سليماني (مواليد 30 أبريل 1958) هو لاعب كرة قدم. يلعب مع منتخب المغرب لكرة القدم. سبق له أن لعب في كأس العالم لكرة القدم مع منتخب بلاده.

## روابط خارجية
- عبد العزيز سليماني على موقع الاتحاد الدولي (مؤرشف)  (الإنجليزية)
- عبد العزيز سليماني على موقع قاعدة بيانات كرة القدم.إي يو (الإنجليزية)
- عبد العزيز سليماني على موقع ناشيونال فوتبول تيمز (الإنجليزية)
- عبد العزيز سليماني على موقع عالم كرة القدم.نت (الإنجليزية)